# 奇克拉纳-德拉弗龙特拉
奇克拉纳-德拉弗龙特拉（西班牙語：Chiclana de la Frontera，發音：[tʃiˈklana ðe la fɾonˈteɾa]）是西班牙安达卢西亚自治区加的斯省的一个市镇，位于首府加的斯市东南约20公里处。总占地面积205平方公里，2017年总人口83,148人，人口密度404.71人/平方公里。

## 地理
| 西北: 大西洋 和 圣费尔南多          | 北: 圣费尔南多          | 东北: 圣费尔南多 和 雷亚尔港                                      |
| 西: 大西洋                          |                         | 东: 梅迪纳-西多尼亚                                               |
| 西南: 大西洋 和 科尼尔-德拉弗龙特拉 | 南: 科尼尔-德拉弗龙特拉 | 东南: 科尼尔-德拉弗龙特拉、贝赫尔-德拉弗龙特拉 和 梅迪纳-西多尼亚 |

## 历史
人类在该地区最早的活动可以追溯到旧石器时代。考古学家在该地区出土了新石器时代的村庄遗址。在公元1世纪，腓尼基人在附近定居，他们主要在圣彼得里岛一带活动，并建立了一座守护神美刻尔的庙宇。之后，罗马人来到这里，他们将神灵换成了赫丘利。1905年，考古学家在圣彼得里岛水域附近发现了一尊公元2世纪时期罗马皇帝的大理石雕像。腓尼基人的要塞遗址，以及腓尼基人、迦太基人和古罗马人的遗物均在加的斯博物馆存放展出。
之后这里被摩尔人占领。卡斯蒂利亚人在收复失地运动期间的14世纪才进入此地。1900年，市政当局正式向外界提出了招标书，以争取该镇的电力照明特许权。20世纪早期，有很多来自阿尔加维的葡萄牙人移民来到奇克拉纳德拉夫龙特拉的谷地工作。西班牙古典音乐作曲家曼努埃尔·德·法雅曾于1930年访问了圣彼得里岛，以寻求创作的灵感。

## 人口
| 奇克拉纳-德拉弗龙特拉历史人口变化 |
|                                   |
| 来源：西班牙国家统计局            |

## 友好城市

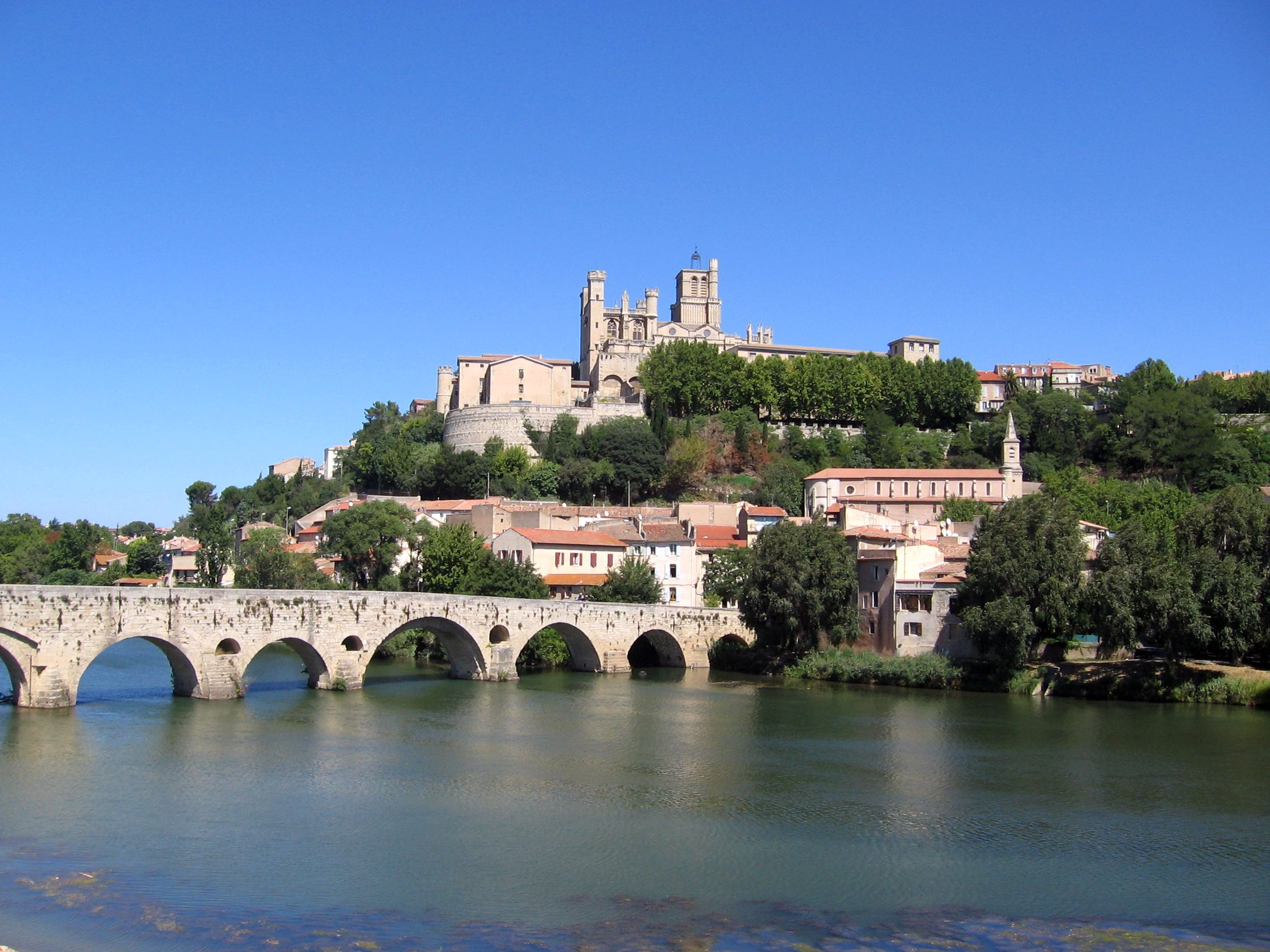
贝济耶

- 法國 贝济耶 (1993年)
- 葡萄牙 薩爾堡 (2003年)[10]
- 法國 瑟堡-奥克特维尔 (2011年)[11]
- 墨西哥 墨西哥 拉戈斯德莫雷諾 (2017年)
- 西班牙 哈恩省 奇克拉纳德塞古拉
- 西班牙 坎塔布里亚 埃拉斯蒂列罗
- 西班牙 哈恩省 乌韦达

## 图集

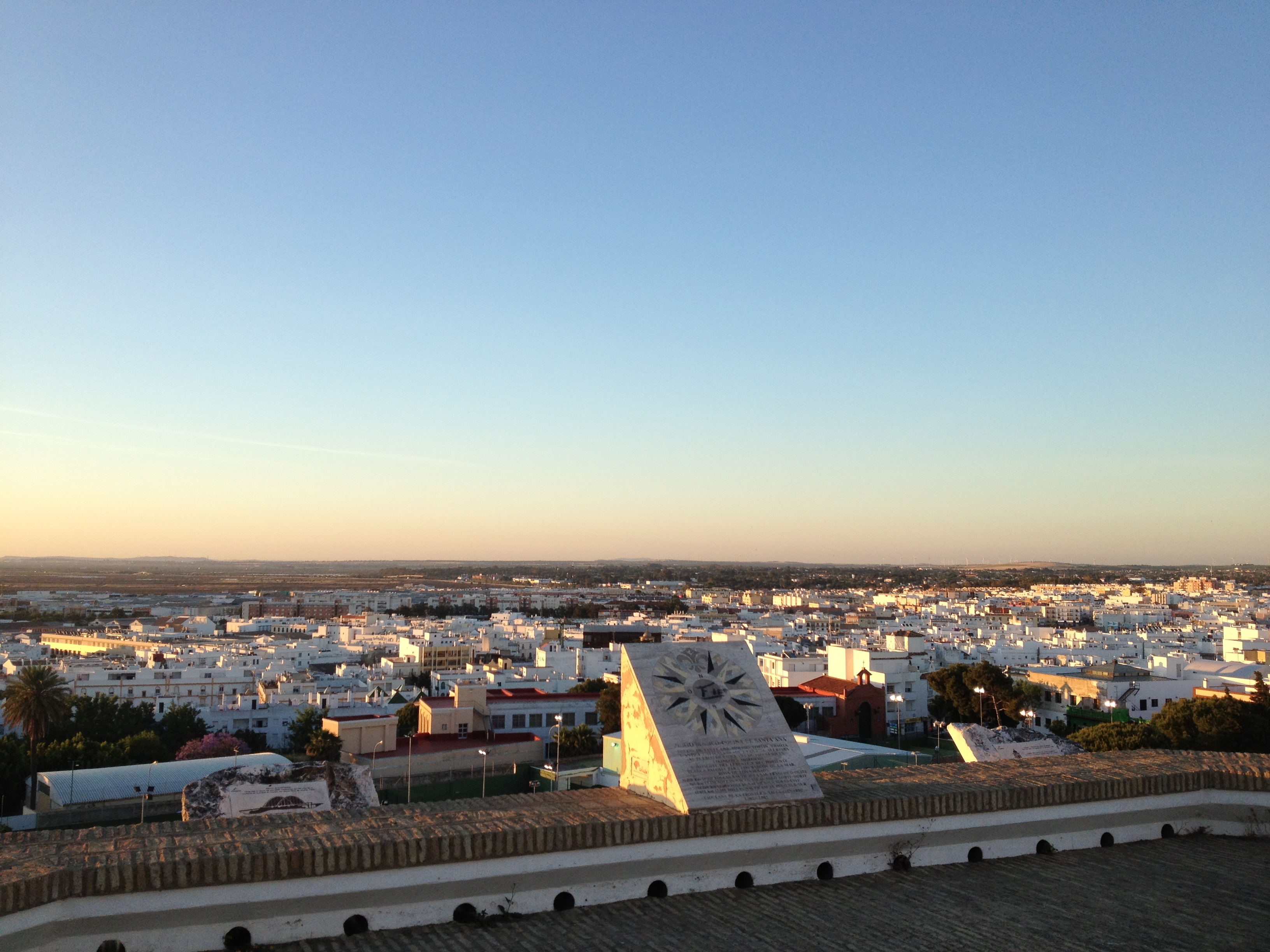
远景
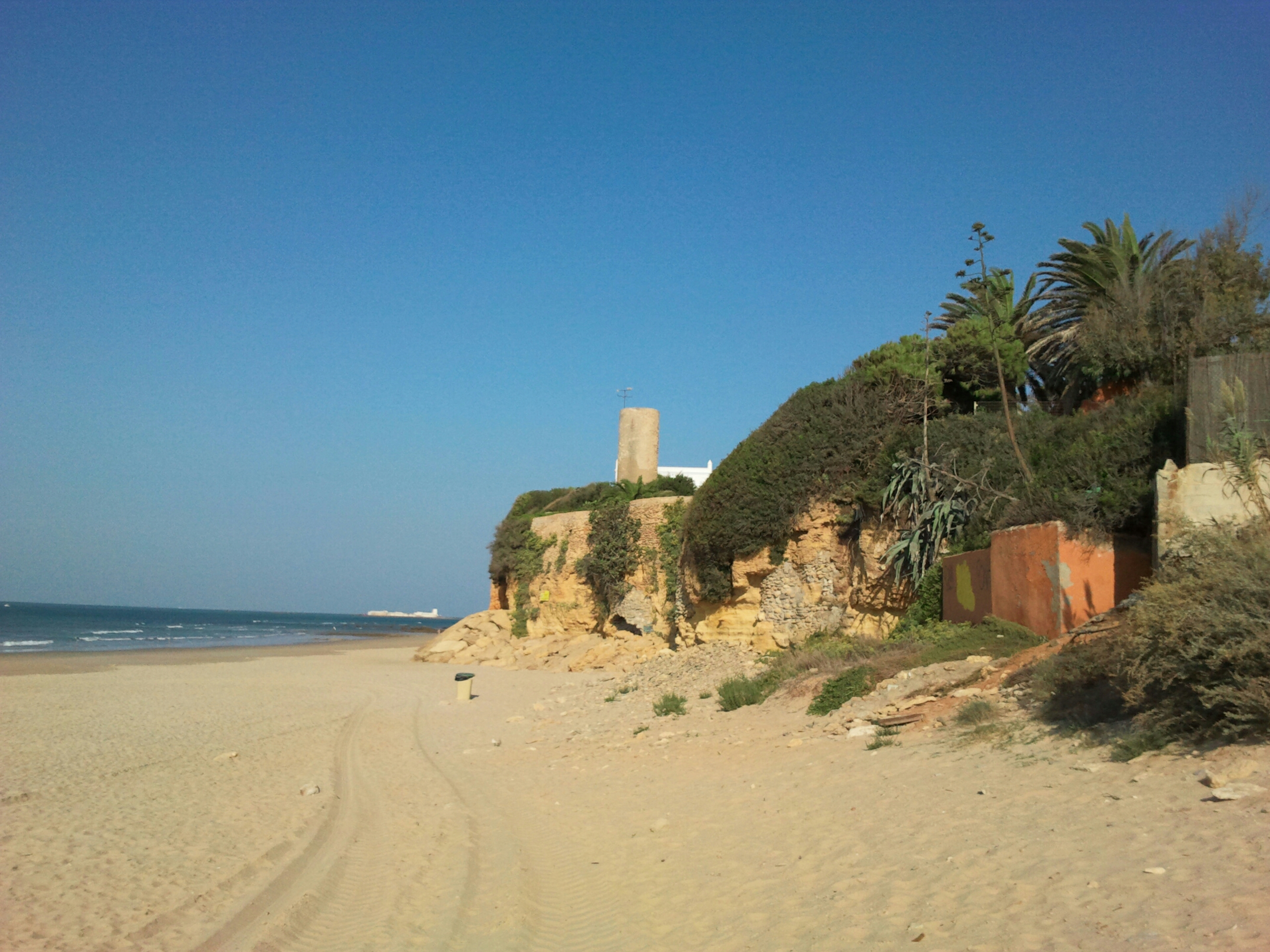
巴罗萨沙滩
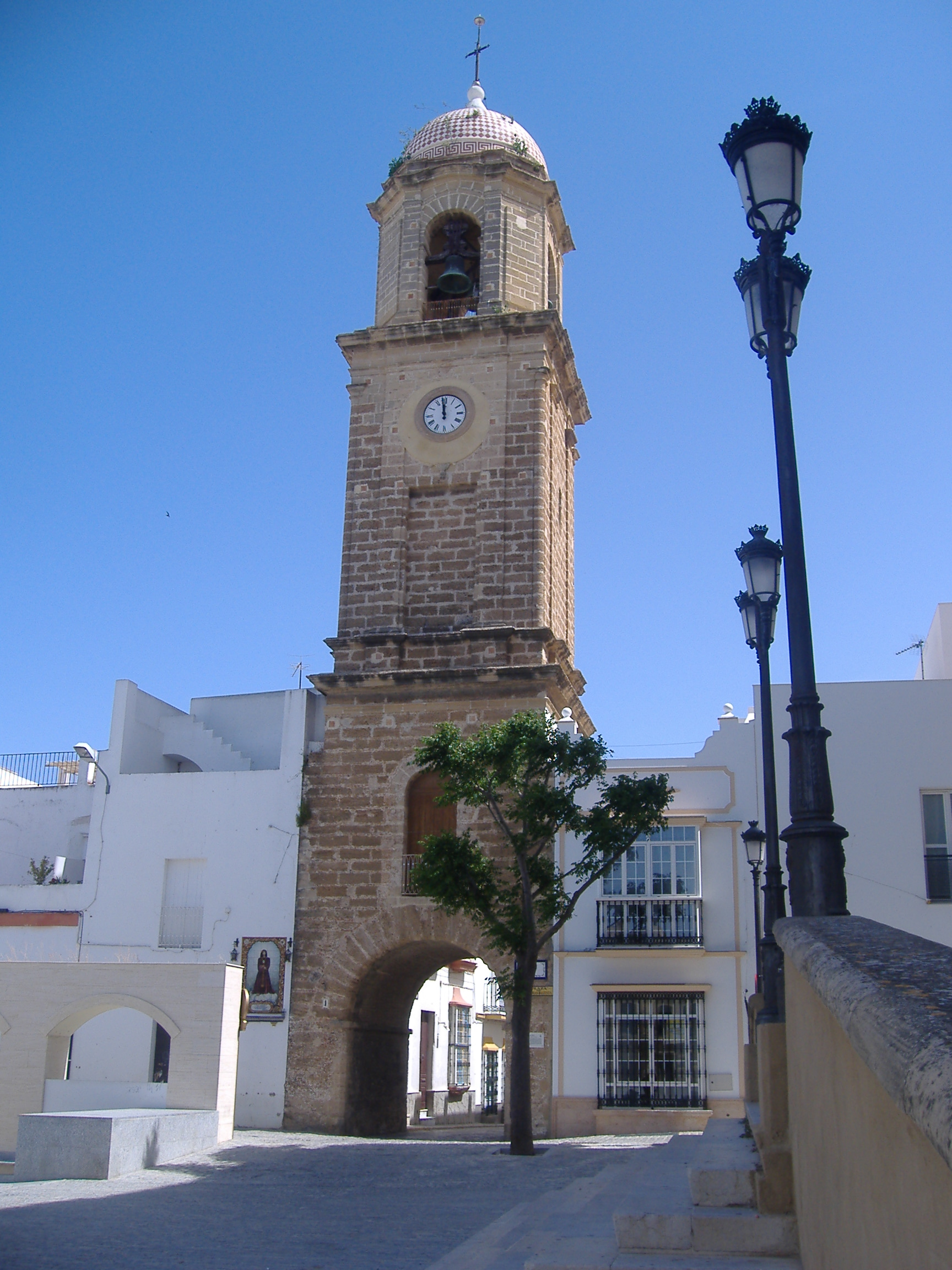
市中心的塔楼
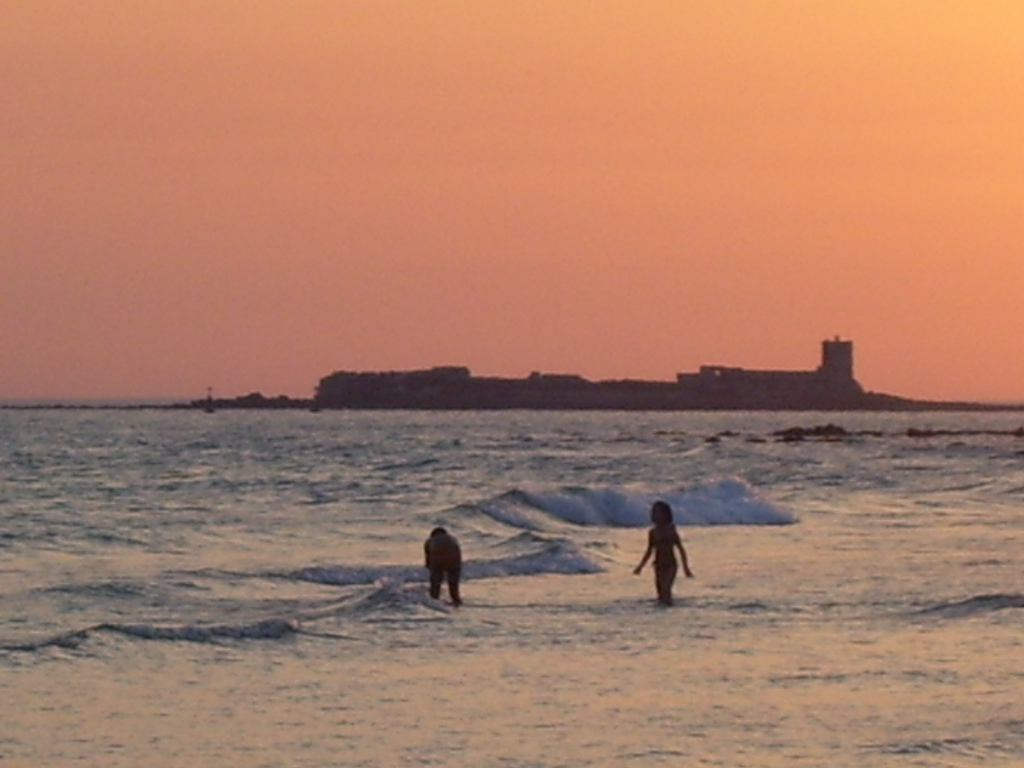
从沙滩远望圣彼得里岛
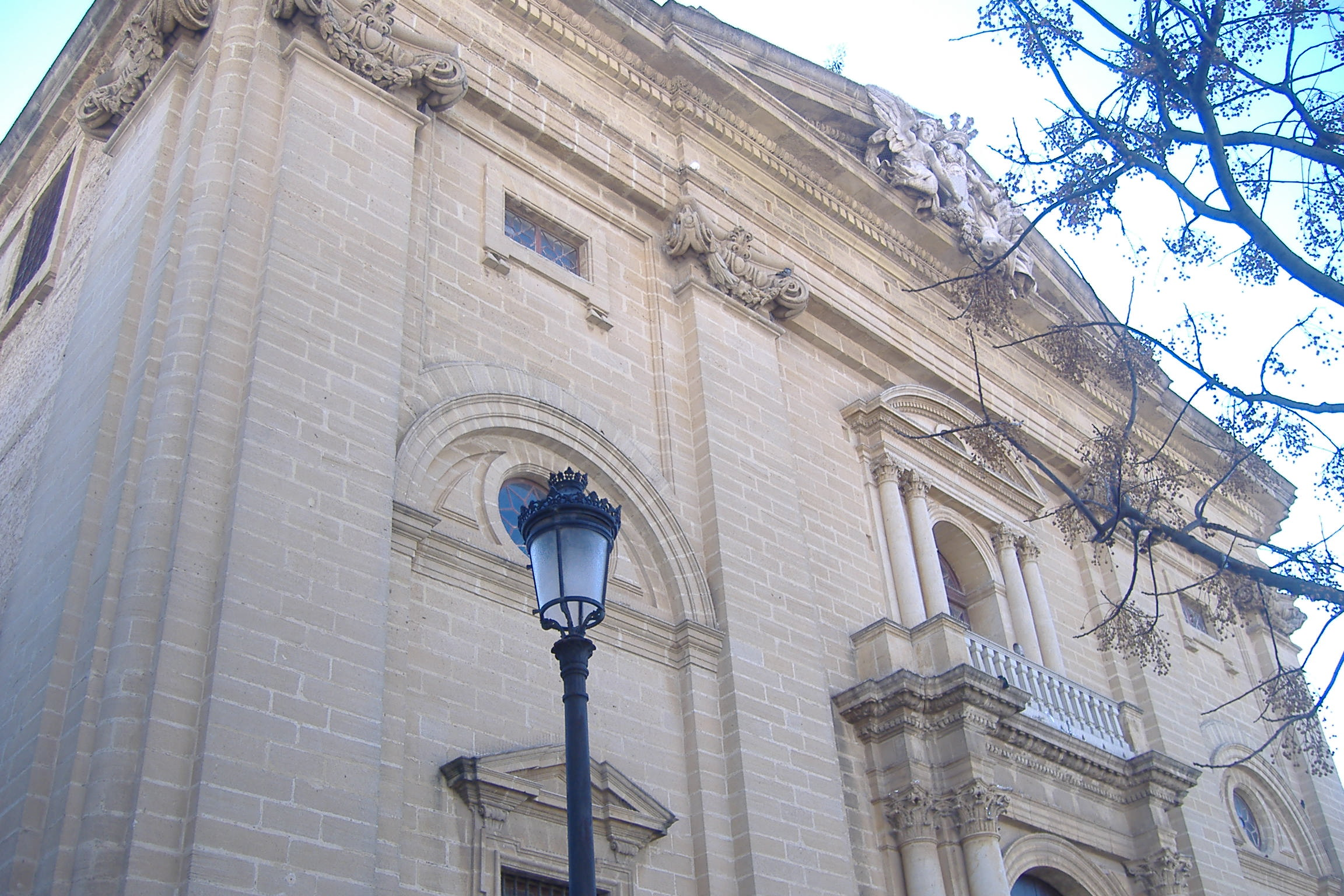
圣胡安教堂
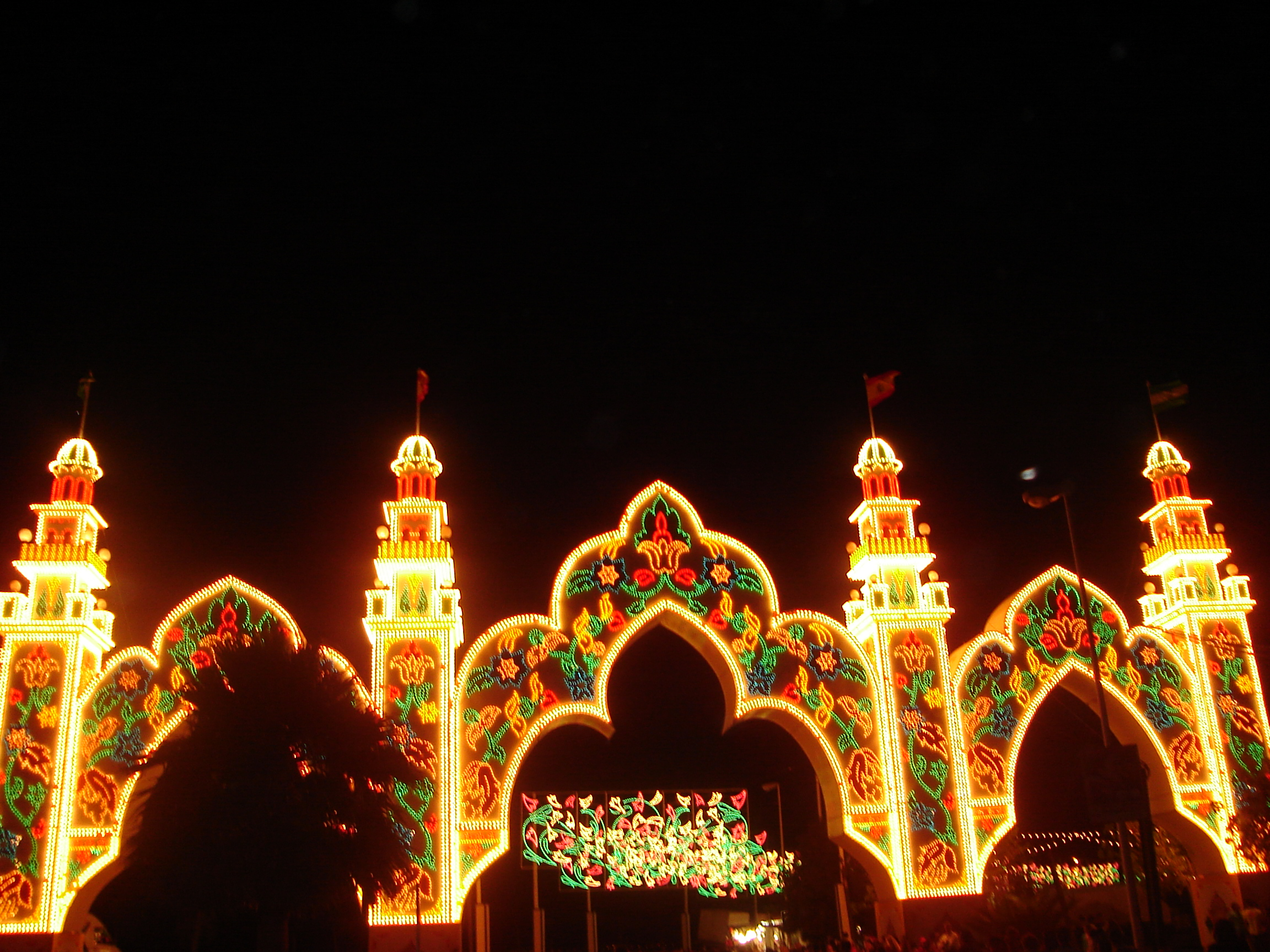
奇克拉纳集市节日